# Bessel Kok
Bessel Kok (* 13. Dezember 1941 in Hilversum; vollständiger Name André Frans Bessel Kok) ist ein niederländischer Manager und Schachorganisator.

## Berufliche Karriere
Von 1959 bis 1964 studierte er Wirtschaftswissenschaften an der Universität Amsterdam. 1971 gehörte er zu den Gründern des Unternehmens SWIFT, dessen CEO er von 1980 bis 1989 war. Von 1989 bis 1995 war er CEO des belgischen Telekommunikationsunternehmens Belgacom, von 1995 bis Februar 2004 arbeitete er als Vizepräsident für das ehemals staatliche tschechische Unternehmen Český Telecom sowie den Mobilfunkbetreiber Eurotel.

## Schachorganisator
Kok, der selbst begeisterter Schachspieler ist, machte sich während seiner Zeit bei SWIFT einen Namen als Organisator gut dotierter Schachturniere.
1985 gründete er zusammen mit Garri Kasparow die Grandmaster Association (GMA) mit dem Ziel, die Interessen professioneller Schachspieler zu vertreten und Sponsorengelder zu akquirieren.  Kok war bis 1991 Vorsitzender der GMA und in dieser Zeit für die Organisation mehrerer Grand-Prix-Turniere verantwortlich. Dann kam es jedoch zu einem Zerwürfnis mit Kasparow, der daraufhin die Professional Chess Association gründete und einen Weltmeisterschaftskampf ohne Beteiligung des Weltschachbunds FIDE spielte. 2002 war Kok als Vermittler an dem Prager Wiedervereinigungsplan beteiligt, der die beiden konkurrierenden Weltmeistertitel wieder vereinigen sollte. Das erzielte Abkommen wurde jedoch letztlich nicht umgesetzt.
2006 kandidierte Kok für den Vorsitz der FIDE. Seine Wahlplattform The Right Move, die von zahlreichen Spitzenspielern unterstützt wurde, kritisierte die FIDE als „faul, selbstgefällig und bürokratisch“. Bei der Wahl im Juni unterlag er jedoch dem Amtsinhaber Kirsan Iljumschinow mit 54:96 Delegiertenstimmen. Im Dezember einigte er sich mit Iljumschinow über die Gründung einer Firma Global Chess mit Sitz in Amsterdam. Diese soll über ein Stammkapital von 4,5 Millionen Euro verfügen und künftig für das Marketing der FIDE-Weltmeisterschaften zuständig sein.

## Sonstiges
Kok produzierte den Film The Power of Good: Nicholas Winton (2002), der mit einem Emmy ausgezeichnet wurde.
2004 organisierte er die Kunstausstellung Cow Parade in Prag.